# Astartea arbuscula
Astartea arbuscula là một loài thực vật có hoa trong Họ Đào kim nương. Loài này được (R.Br. ex Benth.) Rye mô tả khoa học đầu tiên năm 2006.